# Pan Tadeusz (film 1999)

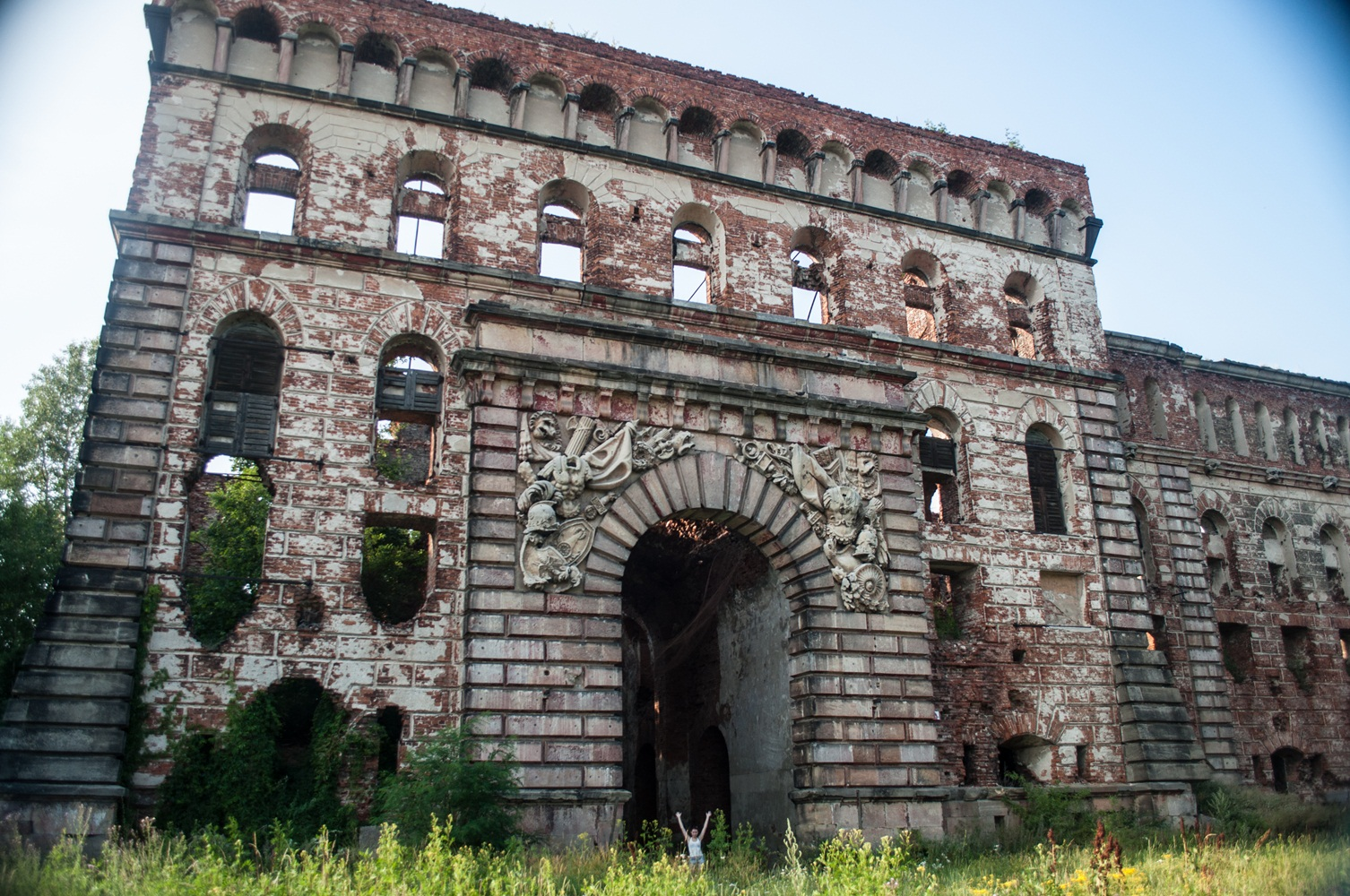
Spichlerz Twierdzy Modlin, filmowy zamek Horeszków

Pan Tadeusz – polski dramat kostiumowy z 1999 roku w reżyserii Andrzeja Wajdy, drugi film pełnometrażowy na motywach poematu Adama Mickiewicza Pan Tadeusz (po wersji Ryszarda Ordyńskiego z 1928 roku). Osią filmu jest konflikt pomiędzy rodami Sopliców i Horeszków, prowadzący do interwencji oddziałów carskiej Rosji jeszcze przed inwazją wojsk napoleońskich na Rosję. W głównych rolach wystąpili Michał Żebrowski, Bogusław Linda, Daniel Olbrychski, Grażyna Szapołowska, Andrzej Seweryn i Marek Kondrat. 
Pan Tadeusz zdobył sześć Orłów (nagród Polskiej Akademii Filmowej) za muzykę Wojciecha Kilara, scenografię Allana Starskiego, zdjęcia Pawła Edelmana, dźwięk Nikodema Wołka-Łaniewskiego, montaż Wandy Zeman oraz główną rolę kobiecą Szapołowskiej. Szczególnie rozpoznawalny był skomponowany przez Wojciecha Kilara motyw poloneza.

## Obsada
Źródło: Filmpolski.pl
- Michał Żebrowski − Tadeusz Soplica
- Bogusław Linda − ksiądz Robak (Jacek Soplica)
- Daniel Olbrychski − Gerwazy Rębajło
- Grażyna Szapołowska − Telimena
- Andrzej Seweryn − Sędzia Soplica
- Marek Kondrat − Hrabia
- Alicja Bachleda-Curuś − Zosia
- Krzysztof Kolberger − Adam Mickiewicz
- Siergiej Szakurow − kpt. Nikita Rykow
- Jerzy Bińczycki − Maciej Dobrzyński „Rózeczka”
- Marian Kociniak − Protazy Baltazar Brzechalski
- Jerzy Trela − Podkomorzy
- Jerzy Grałek − Wojski Hreczecha
- Piotr Gąsowski − Rejent Bolesta
- Andrzej Hudziak − Asesor
- Krzysztof Globisz − mjr Płut
- Marek Perepeczko − Maciej Dobrzyński „Chrzciciel”
- Cezary Kosiński − Bartłomiej Dobrzyński „Brzytewka”
- Władysław Kowalski − Jankiel
- Piotr Cyrwus − Maciej „Konewka”
- Stefan Szmidt − Bartłomiej „Prusak”
- Wojciech Alaborski − Buchman
- Mariusz Saniternik − Gajowy
- Józef Fryźlewicz − gen. Karol Otto Kniaziewicz
- Mieczysław Kalenik − Stolnik Horeszko
- Grażyna Barszczewska − Stolnikowa
- Dorota Naruszewicz − Ewa Horeszkówna
- Adam Wolańczyk − Skołuba
- Henryk Baranowski − Napoleon Bonaparte
- Krzysztof Kołbasiuk − gen. Jan Henryk Dąbrowski
- Andrzej Łapicki − ksiądz
- Maria Mamona − Podkomorzyna
- Maria Ciunelis − Tekla Hreczeszanka
- Krystyna Zachwatowicz − kawiarka
- Michał Breitenwald − domownik Sędziego
- Tomasz Dedek − domownik Sędziego
- Zdzisław Szymborski − rezydent Sędziego
- Ryszard Chlebuś − pleban
- Mirosław Zbrojewicz − oficer Moskali
- Lech Dyblik − szlachcic
- Ewa Konstancja Bułhak − Podkomorzanka

## Produkcja
Pan Tadeusz został wyprodukowany przez wytwórnię Heritage Films należącą do Lwa Rywina; producentem wykonawczym filmu był Michał Szczerbic. Reżyserem filmu był Andrzej Wajda, dla którego realizacja Pana Tadeusza była daleko idącym wyzwaniem: „Pan Tadeusz powstał z chęci pokazania, skąd się wzięliśmy, kim jesteśmy, jak się nazywamy, co nam się podoba, jakie rodzą się wśród nas ludzkie charaktery […] To przedsięwzięcie jest nieporównywalnie trudniejsze od wszystkiego, co dotychczas zrobiłem”.
Okres zdjęciowy do Pana Tadeusza trwał od 3 lipca do 2 września 1998 roku. Zdjęcia do filmu realizowano m.in. w Sierpcu, Łomiankach pod Warszawą, Smolnikach, Turowej Woli, Józefowie koło Otwocka, Kazuniu, Warszawie (Zamek Królewski, Cytadela), Piotrkowie Trybunalskim, Oporowie i Twierdzy Modlin. Operatorem zdjęć był Paweł Edelman, natomiast scenografem – Allan Starski.

## Ścieżka dźwiękowa
Muzykę do Pana Tadeusza skomponował Wojciech Kilar, jeszcze przed zdjęciami do filmu. Andrzej Wajda wspomina, że w pewnym sensie film był kręcony do gotowej już muzyki, szczególnie do poloneza, który był swoistą wskazówką, jak ma ten film wyglądać. Zwłaszcza polonez Kilara, napisany przezeń w ciągu tygodnia, przyniósł filmowi późniejszą sławę. Filmowy polonez na studniówkach i balach ósmoklasisty zastąpił najpopularniejszego wcześniej w tej roli poloneza Ogińskiego „Pożegnanie Ojczyzny”.

## Odbiór
Pan Tadeusz spotkał się w Polsce z mieszanym odbiorem. Zygmunt Kałużyński w recenzji dla „Polityki” twierdził: „to jest film niezrozumiały. Do mnie przynajmniej jedna trzecia tekstu nie doszła, bo była niechlujnie powiedziana przez aktorów". Tomasz Raczek przekonywał: „Odkąd podano oficjalnie, że Pan Tadeusz został zgłoszony do Oscara, zadaję sobie pytanie, czy ktoś za granicą zrozumie Pana Tadeusza”. Odmiennego zdania była Bożena Janicka z „Kina”, która twierdziła, że widzowie odczuwają dialogi tak, jakby nie były one pisane wierszem: „mówią po prostu piękną polszczyzną, której słucha się z przyjemnością, jako jeszcze jednej atrakcji tego niezwykłego filmu”.

## Nagrody
| Rok  | Festiwal/instytucja                                            | Nominacja                                                                    | Nominowani                       | Wynik     |
| ---- | -------------------------------------------------------------- | ---------------------------------------------------------------------------- | -------------------------------- | --------- |
| 1999 | Stowarzyszenie „Kina Polskie”                                  | Brylantowy Bilet dla filmu, który przyciągnął do kin najwięcej widzów        | Lew Rywin, Michał Szczerbic      | Wygrana   |
| 2000 | Polska Akademia Filmowa                                        | Orzeł za najlepsze zdjęcia                                                   | Paweł Edelman                    | Wygrana   |
| 2000 | Polska Akademia Filmowa                                        | Orzeł za najlepszą scenografię                                               | Allan Starski                    | Wygrana   |
| 2000 | Polska Akademia Filmowa                                        | Orzeł za najlepszą muzykę                                                    | Wojciech Kilar                   | Wygrana   |
| 2000 | Polska Akademia Filmowa                                        | Orzeł za najlepszy dźwięk                                                    | Nikodem Wołk-Łaniewski           | Wygrana   |
| 2000 | Polska Akademia Filmowa                                        | Orzeł za najlepszy montaż                                                    | Wanda Zeman                      | Wygrana   |
| 2000 | Polska Akademia Filmowa                                        | Orzeł za najlepszą główną rolę kobiecą                                       | Grażyna Szapołowska              | Wygrana   |
| 2000 | Polska Akademia Filmowa                                        | Orzeł za najlepszy film                                                      | Lew Rywin, Michał Szczerbic      | nominacja |
| 2000 | Polska Akademia Filmowa                                        | Orzeł za najlepszą reżyserię                                                 | Andrzej Wajda                    | nominacja |
| 2000 | Polska Akademia Filmowa                                        | Orzeł za najlepszy scenariusz                                                | Andrzej Wajda                    | nominacja |
| 2000 | Polska Akademia Filmowa                                        | Orzeł za najlepszą główną rolę męską                                         | Bogusław Linda                   | nominacja |
| 2000 | TP SA Music and Film Festival                                  | Nagroda „Philip Award” za muzykę oryginalną                                  | Wojciech Kilar                   | nominacja |
| 2000 | TP SA Music and Film Festival                                  | Nagroda „Philip Award” za piosenkę w filmie polskim lub serialu telewizyjnym | Stanisław Sojka, Grzegorz Turnau | Wygrana   |
| 2000 | „Film”                                                         | Złota Kaczka za najlepszą muzykę w filmie polskim                            | Wojciech Kilar                   | Wygrana   |
| 2000 | Koło Piśmiennictwa Filmowego Stowarzyszenia Filmowców Polskich | Złota Taśma dla filmu polskiego (ex aequo z filmem Dług)                     | Pan Tadeusz                      | Wygrana   |
| 2007 | „Film”                                                         | „Złota Kaczka” 50-lecia za najlepszy taniec                                  | Pan Tadeusz                      | Wygrana   |